# Parvillers-le-Quesnoy
Parvillers-le-Quesnoy är en kommun i departementet Somme i regionen Hauts-de-France i norra Frankrike. Kommunen ligger i kantonen Rosières-en-Santerre som tillhör arrondissementet Montdidier. År 2022 hade Parvillers-le-Quesnoy 236 invånare.

## Befolkningsutveckling
Antalet invånare i kommunen Parvillers-le-Quesnoy
| Referens: INSEE |